# Christopher Atkins

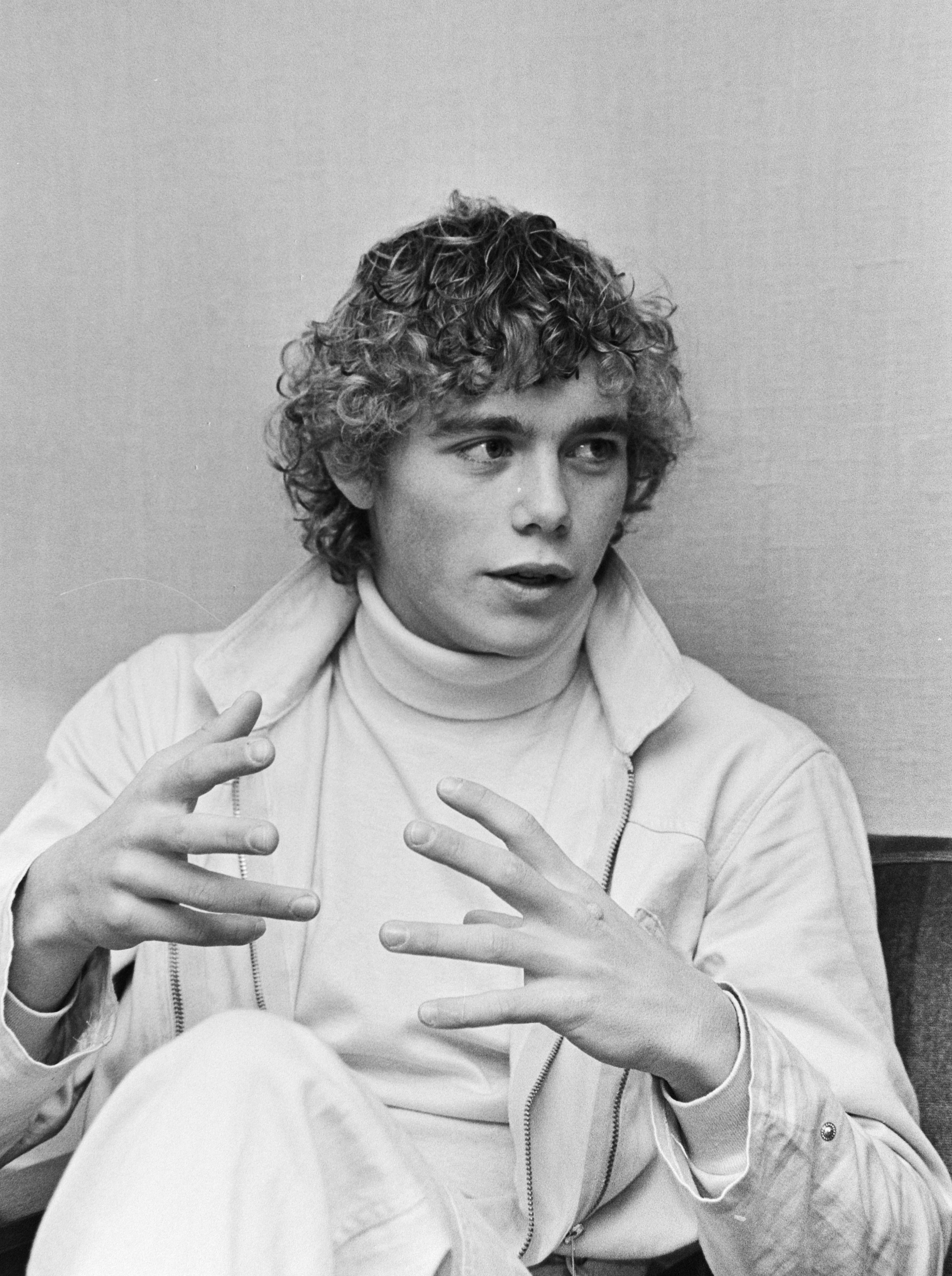
Christopher Atkins 1981.

Christopher Atkins, ursprungligen Christopher Atkins Bomann, född 21 februari 1961 i Rye, Westchester County, New York, är en amerikansk skådespelare. Han har bland annat spelat mot Brooke Shields i Den blå lagunen.